# نوفا كانتو
نوفا كانتو بلدية في ولاية بارانا في المنطقة الجنوبية من البرازيل.